# 朝鮮神宮

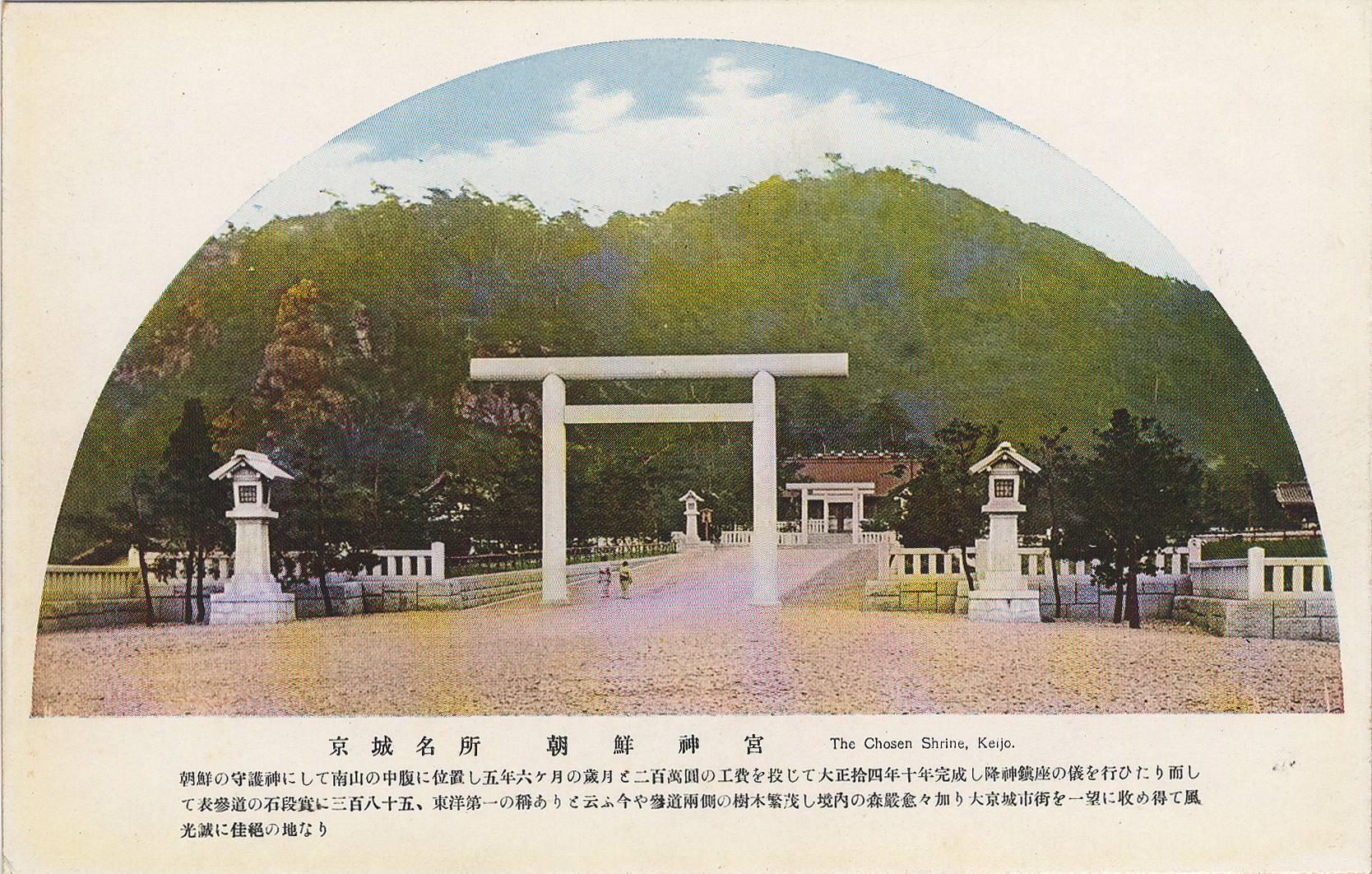
朝鮮神宮鳥居

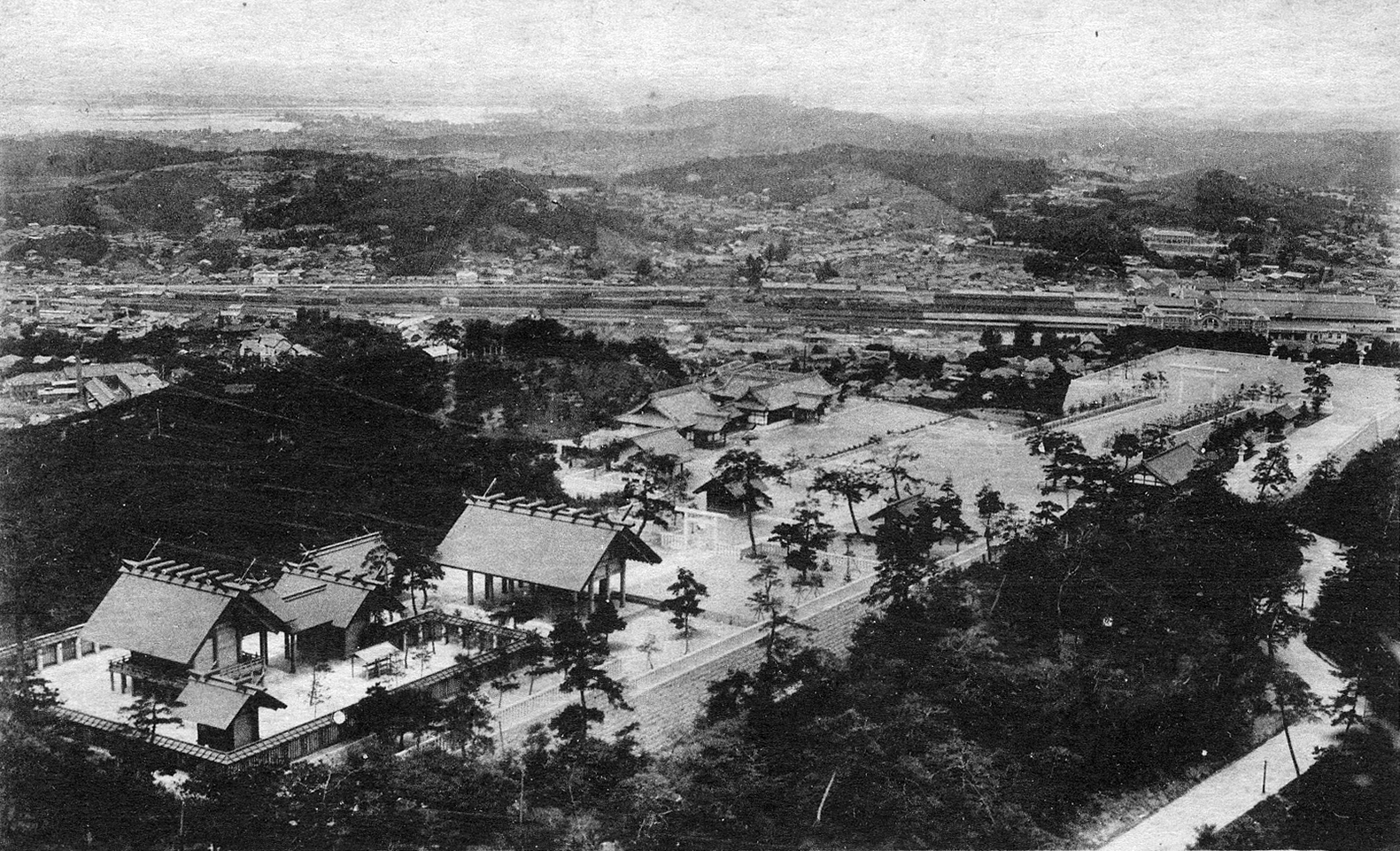
朝鮮神宮全景

朝鮮神宮（日语：／ Chōsen Jingū；：／）是朝鮮日治時期京城府南山的一座神社，社格為官幣大社，奉祀天照大神和明治天皇。1925年10月15日啟用，1945年被毀。

## 歷史
1919年（大正8年）7月18日，定名為「朝鮮神社」。1920年（大正9年），開始在南山山頂20萬坪及其境內7000坪進行建造，總工程費150萬日元。1925年6月27日（大正14日），更名為「朝鮮神宮」；同年10月15日，竣工並舉行祭祀典禮。
其定期祭祀都有日本敕使前往，總社的宮司亦是敕任待遇。
1945年（昭和20年），二次世界大戰後成為廢墟，改建成南山公園，公園內有安重根義士紀念館、首爾塔等。

## 神社參拜拒絕運動
朝鮮神宮修建後，朝鮮總督府皇民化政策即為神社參拜，在各家庭神龕設置拜佛。1937年（昭和12年），中日戰爭爆發，更強行要求神社參拜。1940年日美關係惡化後，也開始壓迫朝鮮基督徒，堤岩村落事件引起歐美強烈非難。
1939年（昭和14年），長老派教會決議神社參拜，但約2000個反對的牧師、教徒被拘留下獄，史稱神社參拜拒絕運動，日本基督教團體以「要求國家的祭祀不是逼迫改宗」說服反對牧師，但仍有200處教會關閉，50多名人員死亡。